# 熱走! 亀1グランプリ
熱走!亀1グランプリ（ねっそう!かめわんぐらんぷり）は、テレビ東京系（TVQ九州放送とBSジャパンは時差放送）で放映されていたファイテンション☆テレビの3クール以降の1コーナーであると同時に、タカラトミーが企画した、玩具を中心とするメディアミックス作品である。

## 概要
ファイテンション☆テレビの最後を飾るアニメコーナーである。
エンディングの「めざせ、亀1マスター」は、番組のエンディングコーナーを含んでいる。
亀1の潜在能力を100%引き出せると言う、『万年ストーン』をめぐって世界中の12人の選ばれた亀1使いが数々のバトルを繰り広げる。

## 登場キャラクター
- 浦島亀太郎（声:小林真麻）

小学2年生にして日本代表。当コーナーの主人公である。相棒は銭亀がモデルとなっているゼニタロウ（声:徳本恭敏）。
好奇心が旺盛で、この歳にして、熱血漢である。
クリスピーアイスが大好物である。
- マサキさん（声:雨月士郎）

35歳。亀1グランプリの実況を担当するが、実は亀1ハードウェアの開発者で、修理も担当できる。
- エリコさん（声:三田村和美）

29歳。亀1の実況を担当するが、実は亀1AI担当者で、カウンセリングを行うことも出来る。
- 夏風うらら（声:塩原優香）

亀太郎の最初の対戦相手である。彼女もまた日本代表である。
小学4年生の美少女モデル。相棒はパンシューター。パンケーキガメをモデルにしている。
亀太郎と同じクリスピーアイスが大好物で、キャンペーンモデルになったため、ポイントカードの裏側に写真が載っている。
- 新藤輝（声:世戸さおり）

亀太郎と同じ日本代表。夏風うららのファンであり、勘違いで亀太郎の恋敵になる。
小学5年生。相棒はブルレッド。ガラパゴスガメをモデルにしている。
- ラインハルト・ビットン（声：横澤啓幸）

別名『月下の貴公子』21歳の青年で、相棒はガブロン（声:茂木孝充）。モデルはワニガメ。
1vs1の対戦でブルレッド（輝）を倒したが、レースでは暴走したギリノコを弾き飛ばし、レースに勝つチャンスを捨てたこともある。
「美女の写真が入ったロケットペンダントを持っている」など、謎の多い面を持っている。
- エドワード・クリストファー（声：熊田裕成）

26歳。怪しい関西弁を話すイギリス人。
相棒はギリノコ（声:阪口周平）。カミツキガメをモデルにしている。
悪人と言うよりは守銭奴で、楽して勝とうとする。
- キャサリン（声：山村響）（チーム・キャサリン）

16歳。アメリカ代表で2人のお供を連れている。テキサス州出身。
でたらめなことわざを連発しているカウガール。相棒はグーボンバー。モデルはクロコブチズガメ。
- アクセル（声：坂本頼光）

二人のお供の小柄な方。
- マッチョメン（声：阪口周平）

二人のお供の大きな方。
- チャッカマ（声：近藤隆幸）

インド代表、いい歳をして大人気ない一面を持ち合わせている。
何故か、（日本の）カレーが苦手である。相棒はカゲニン。モデルはマタマタ。
- 奈央美（声:内山典子）

- 水門博士（声:バロン山崎）

亀1との精神融合『カメワンダーッシュ』をナレーションする。

## 現実（玩具）とアニメの相違点
- 第1話冒頭で、F-15のような戦闘機が垂直離着陸するが、メインエンジンを回転させないで、垂直離着陸する事は、本来ありえない。
- アニメでは六角形コロシアムで、亀型ロボット自身が対戦相手に直進するのに対し、玩具では、レール上のコーナーを壁づたいにして、突進する。
- アニメではひっくり返っても、すぐに立ち直り、亀1使いがショックを受ける事がある上に、ヒットポイント制になっているが、玩具では、ひっくり返った時点で負けである。ヒットポイント制ではない。

## エンディングテーマ
めざせ!亀1マスター 歌:manzo